# John Challis (facteur de clavecins)
Pour les articles homonymes, voir John Challis.
John Challis (South Lyon, 9 janvier 1907 – Bronx, 29 juin 1974) est un facteur de clavecins américain.

## Biographie
Fils d'un bijoutier-horloger, il étudia au Michigan State Normal College où il apprit à jouer le piano et l'orgue, et après avoir entendu un clavicorde, il décida d'en construire un lui-même. Son projet ayant réussi, il se rendit en Angleterre pour quatre années d'apprentissage auprès d'Arnold Dolmetsch. De retour à sa ville natale, il y fonda son atelier en 1944 et y fabriqua ses instruments à raison d'environ huit exemplaires par an. 
Il est un des principaux facteurs de clavecins « modernes », non inspirés par la facture à l'ancienne qui est devenue la règle de nos jours. Il était de son temps considéré comme l'un des meilleurs facteurs de son pays — ils étaient d'ailleurs fort peu nombreux. Ses instruments furent très appréciés pour la stabilité de leur accord. Lui-même était un excellent claveciniste.
En 1966, il construisit un grand clavecin-pédalier pour l'organiste E. Power Biggs, qui l'utilisa pour des enregistrements discographiques consacrés notamment à Jean-Sébastien Bach et Scott Joplin.
John Challis innova beaucoup dans la facture des clavecins, introduisant de nouveaux matériaux comme la bakélite, l'aluminium pour la table d'harmonie, le nylon, et ne cherchant en rien à copier les techniques du passé ni à en retrouver les sonorités. Son but était de fabriquer des instruments sonores et puissants, capables de se faire entendre dans les plus grandes salles de concert et dont l'accord soit très stable. Ces conceptions sont aujourd'hui abandonnées par les facteurs de clavecins, qui réalisent des copies d'instruments historiques.
Il expliquait :
« I am not an antiquarian, my idea is simply to carry on the manufacturing of harpsichords where it left off when the instrument went out of popularity at the end of the 18th century. »
(« Je ne suis pas un antiquaire, mon idée est simplement de poursuivre la fabrication de clavecins là où elle s'était arrêtée lorsque l'instrument perdit sa popularité à la fin du XVIIIe siècle. »)